# 徐文浩
徐文浩（1995年3月28日—），男，香港主持、演員及意見領袖，現為無綫電視旗下 big big channel 兼經理人合約藝人（2021年4月起）。

## 簡歷
徐文浩為家中長子，有一名比自己小十歲的胞妹，父親是名游泳教練，自幼在大埔區長大。他於2001至2013年間曾就讀天主教聖母聖心小學及恩主教書院，小學時期曾是一個自大的胖子，直至初中獲籃球隊教練稱讚有潛質，不停練習籃球和游水後才於中四、五開始變得大隻；2017年曾與朋友透過應用程式 VOOV，開設頻道「男孩大改造」且擔任說笑直播主，同年亦修畢香港大學專業進修學院市場學系副學士課程。他喜歡攝影和籃球活動，曾參加多場業餘球賽；可惜未能獲獎。2018年9月選擇加入無綫電視旗下網上直播兼社交平臺 big big channel 及清談節目《#後生仔傾吓偈》，成為其中一名意見領袖。徐文浩至今只有一位公開承認的女朋友，為香港電視台VIUTV演員麥可怡，兩人短暫拍拖後於2020年分手。
2019年4月，徐文浩成為兒童節目《Think Big天地》主持之一，2020年12月於翡翠台首套在星期一至五播放的第四線劇集《香港愛情故事》中飾演大學生「徐浩楠」而受到關注；2021年4月成為無綫電視經理人合約藝人，獲得多次演出機會。
2023年8月，徐文浩搭的士期間，被攝錄機拍下他與一名打扮性感的女子發生親暱行為。他承認是片中男主角，當時他們是喝醉酒，現正與女主角發展戀愛中。

## 演出作品

### 劇集
| 首播     | 劇名              | 角色                              |
| 無綫電視 |                   |                                   |
| 2018年   | 救妻同學會        | 柏邦慈善泰拳賽香港站職員（第8集） |
| 2020年   | 使徒行者3         | 蟶 子（第15集）                   |
| 2020年   | 香港愛情故事      | 徐浩楠                            |
| 2021年   | 逆天奇案          | 記 者（第3、10、17、19、20集）    |
| 2022年   | 青春不要臉        | 敖靈泉                            |
| 2022年   | 美麗戰場          | 大 志（第2 - 4集）                |
| 2022年   | 下流上車族        | 外賣仔（第1集）                   |
| 2022年   | 輕·功             | 輝朋友（第6集）                   |
| 2023年   | 愛·回家之開心速遞 | Ben（第1921集起）                 |
| 2023年   | 法言人            | 年輕律師（第15集）                |
| 2023年   | 破毒強人          |                                   |
| 2023年   | 羅密歐與祝英台    | 羅密田                            |
| 2025年   | 痞子無間道        | 李 好                             |
| 2025年   | 執法者們          | 阿 朱                             |

### 綜藝節目
| 首播     | 節目名                              | 備註         |
| 無綫電視 |                                     |              |
| 2018年   | #後生仔傾偈                         | 固定演出     |
| 2018年   | TVB 50+1再出發節目巡禮2019          | 固定演出嘉賓 |
| 2018年   | 萬千星輝賀台慶2018                  | 意見領袖之一 |
| 2018年   | 萬千星輝頒獎典禮2018                | 固定演出嘉賓 |
| 2018年   | #後生仔失驚無神賀聖誕               | 意見領袖之一 |
| 2018年   | 萬眾同心齊Countdown                 | 固定演出     |
| 2019年   | 荷蘭好玩                            | 固定演出     |
| 2019年   | #後生仔同港姐傾吓偈                   | 意見領袖之一 |
| 2019年   | #後生仔睇完港姐傾吓偈                 | 意見領袖之一 |
| 2019年   | #後生仔再同港姐傾吓偈                 | 意見領袖之一 |
| 2019年   | #一屋後生仔                         | 意見領袖之一 |
| 2019年   | #後生仔傾吓傾吓傾到2020                 | 固定演出     |
| 2020年   | 衝上雲霄大選                        | 固定演出     |
| 2021年   | 聲夢傳奇 繼續召集                   | 固定演出     |
| 2021年   | big big shop新春感謝祭              | 固定演出     |
| 2021年   | 慈善星輝仁濟夜                      | 固定演出     |
| 2021年   | 金牛獻瑞賀新禧                      | 固定演出     |
| 2021年   | 金牛吉祥耀保良                      | 固定演出     |
| 2021年   | 明星運動會                          | 固定演出     |
| 2021年   | We Miss Hong Kong STAY-cation晉級賽 | 固定演出     |
| 2021年   | 代溝關注組                          | 固定演出     |
| 2021年   | 嘩鬼輪住搶著數                      | 固定演出     |
| 2021年   | 歡樂滿東華                          | 固定演出     |
| 2022年   | The Show Must Go On                 | 固定演出     |
| 2023年   | 獎門人台慶感謝祭                    | 固定演出     |
| 2023年   | 萬千星輝賀台慶                      | 固定演出     |
| 2023年   | 歡樂滿東華2023                      |              |

### 主持節目
| 首播     | 節目名         | 備註 |
| 無綫電視 |                | |
| 2019年   | Think Big天地  | 連同馬俊傑、鍾君揚、鍾晴、邱晴、何依婷、伍樂怡、曾展望、王虹茵、梁敏巧、陳嘉慧、黃紫恩、吳佩隆、倪嘉雯、陳煦凝及陳楨怡一同主持 |
| 2019年   | 眼睛去旅行     | 第7、8集主持（與羅詠怡） |
| 2021年   | 搵鬼去電視城   | 與王虹茵、胡敏芝、黃翠瑩、劉倬昕及布樂文一同主持                                                                               |
| 2021年   | 周末集結       | 與陳欣茵、黃婧靈、林正峰、曾展望、劉頌鵬、杜穎珊及黃紫恩一同主持                                                               |
| 2022年   | 開心無敵獎門人 | 與曾志偉、林秀怡一同主持 |
| 2024年   | 2024風生水起   | |

### 微電影
| 首映         | 電影名          | 角色               |
| 香港影藝聯盟 |                 |                    |
| 2013年       | 隔離床的阿叔    | 泉                 |
| ThreeM Life  |                 |                    |
| 2014年       | 致我們的-晴藍天 | 小 馬              |
| 無綫電視     |                 |                    |
| 2019年       | 一代宗獅迎新歲  | 舞獅學徒（第10集） |

### 音樂錄像
| 首播   | 歌手   | 歌名           |
| 2021年 | 王灝兒 | 《我不想別離》 |

### 廣告
| 年份   | 內容                                               |
| 2019年 | 中銀香港「BoC Pay 二維碼一掃即付」                 |
| 2021年 | 香港存款保障委員會「存保愛情故事 - 存保最安心2.0」 |

## 曾獲獎項與提名
| 年份   | 獎項                                   | 結果 |
| 2021年 | 萬千星輝頒獎典禮2021「飛躍進步男藝員」 | 提名 |
| 2022年 | 萬千星輝頒獎典禮2022「飛躍進步男藝員」 | 提名 |

## 外部連結
- Frederick Chui的Facebook專頁
- 徐文浩 Fred Chui的Facebook專頁
- 徐文浩的Instagram帳戶